# 피에르퐁 공항
피에르퐁 공항(프랑스어: Aéroport de Pierrefonds, IATA : ZSE, ICAO: FMEP)은 레위니옹의 제 2도시인 생피에르에 있는 공항으로 현재 에어 오스트랄, 에어 마다가스카르, 에어 모리셔스가 정기 노선을 운항하고 있다.

## 운항 노선
| 항공사        | 목적지     |
| ------------- | ---------- |
| 에어 오스트랄 | 포트루이스 |

## 같이 보기
- 롤랑 가로 공항
- 레위니옹의 공항 목록